# Condado de Lincoln (Oregón)
El condado de Lincoln es uno de los 36 condados del estado estadounidense de Oregón. La sede del condado es Newport, al igual que su mayor ciudad. El condado tiene un área de 3.092 km² (de los cuales 555 km² están cubiertos por agua) y una población de 44.479 habitantes, para una densidad de población de 18 hab/km² (según censo nacional de 2000). Este condado fue fundado en 1893.

## Geografía

### Condados adyacentes
- Condado de Tillamook (norte)
- Condado de Polk (noreste)
- Condado de Benton (este)
- Condado de Lane (suroeste)

## Demografía
Para el censo de 2000 , había 44.479 personas, 19.296 cabezas de familia, y 12.252 familias residiendo en el condado. La densidad de población era de 45 habitantes por milla cuadrada.
La composición racial del condado era:
- 90,59% blancos
- 0,30% negros o negros americanos
- 3,14% nativos americanos
- 0,93% asiáticos
- 0,16% isleños
- 1,66% otras razas
- 3,23% de dos o más razas.

Había 19.296 cabezas de familia, de las cuales el 24,40% tenían menores de 18 años viviendo con ellas, el 49,50% eran parejas casadas viviendo juntas, el 10,00% eran mujeres cabeza de familia monoparental (sin cónyuge), y 36,50% no eran familias.
El tamaño promedio de una familia era de 2,75 miembros.
En el condado el 21,40% de la población tenía menos de 18 años, el 6,50% tenía de 18 a 24 años, el 23,50% tenía de 25 a 44, el 29,00% de 45 a 64, y el 19,50% eran mayores de 65 años. La edad promedio era de 44 años. Por cada 100 mujeres había 94,00 hombres. Por cada 100 mujeres mayores de 18 años había 90,10 hombres.

## Economía
Los ingresos medios de una cabeza de familia del condado eran de USD$32.769 y el ingreso medio familiar era de $39.403. Los hombres tenían unos ingresos medios de $32.407 frente a $22.622 de las mujeres. El ingreso per cápita del condado era de $18.692. El 9,80% de las familias y el 13,90% de la población estaban debajo de la línea de pobreza. Del total de gente en esta situación, 19,50% tenían menos de 18 y el 7,20% tenían 65 años o más.

## Localidades

### Ciudades incorporadas
| - Depoe Bay - Lincoln City - Newport - Siletz | - Toledo - Waldport - Yachats |

### Áreas no incorporadas y lugares designados por el censo
| - Agate Beach - Chitwood - Eddyville - Fisher - Gleneden Beach - Kernville | - Lincoln Beach - Logsden - Otis - Neotsu - Otter Rock - Rose Lodge | - San Marine - Seal Rock - South Beach - Tidewater |